# غالاكسيان
غالاكسيان (بالإنجليزية: Galaxian)‏ (باليابانية: ギャラクシアン) ، هي لعبة إلكترونية أنتجها شركة نامكو اليابانية، صدرت في اليابان في شهر أكتوبر عام 1979م، وصدرت في الولايات المتحدة في شهر ديسمبر عام 1979م.

## الشهرة

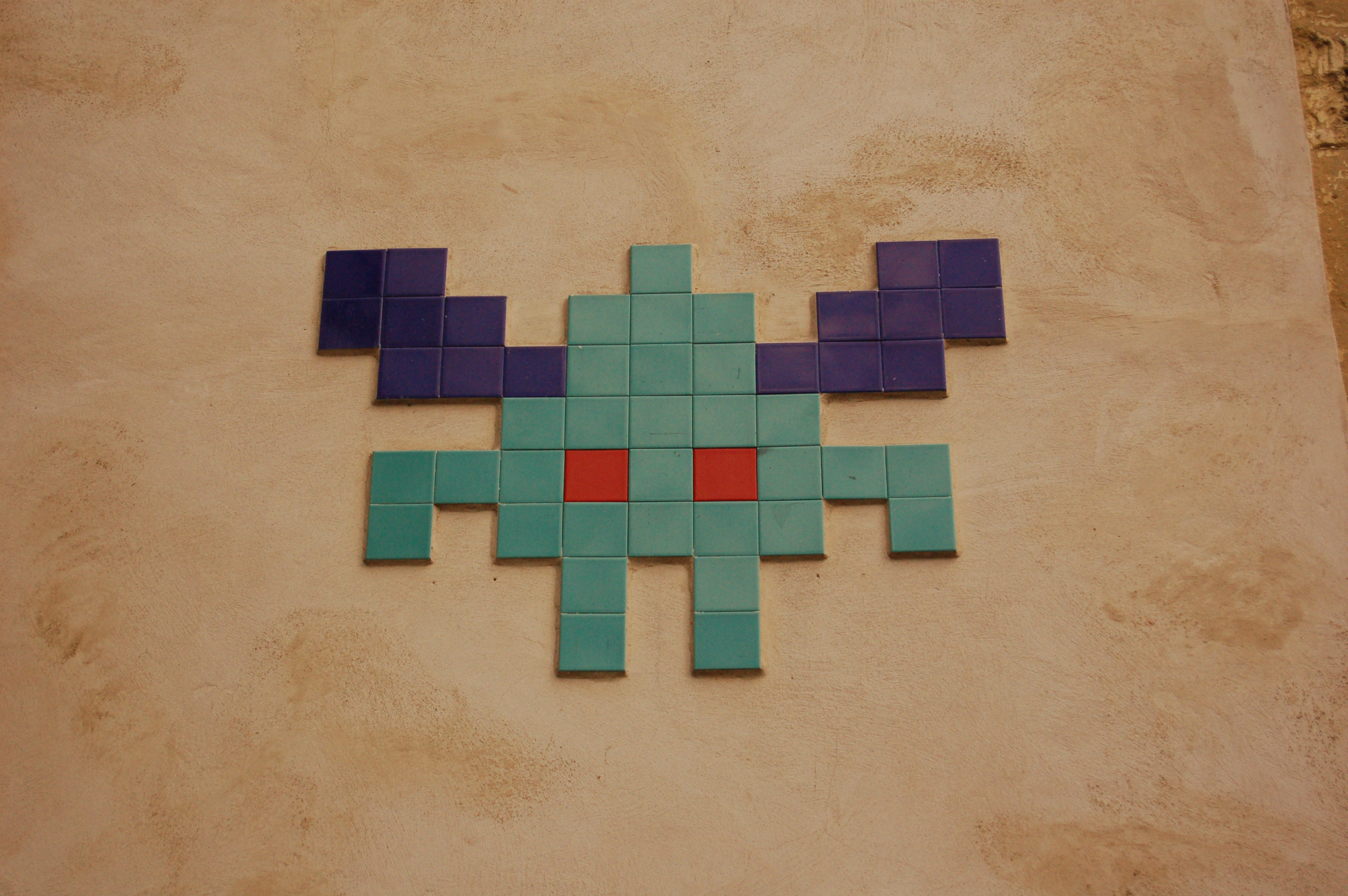
شعار المخلوق الفضائي الخصم على هيئة حشرة في إحدى شوارع باريس.

تلقت مصممي اللعبة غالاكسيان الكثير من الإعجاب في أول ظهورها، قامت كل شركات الألعاب الفيديو الأمريكية واليابانية بإصدار لعبة غالاكسيان حسب التوافق مع صيغ النظام من ناحية اللون والجرافيكس.

## وصلات خارجية
- غالاكسيان على موقع IMDb (الإنجليزية)

- غالاكسيان على موقع القائمة القاتلة لألعاب الفيديو
- غالاكسيان at the Arcade History database
- غالاكسيان على موبي غيمز
- غالاكسيان guide في موقع ستراتيجي ويكي
- غالاكسيان على مشروع الدليل المفتوح
- غالاكسيان في موقع World of Spectrum